# Ехопраксия
Ехопраксия е неволно повторение или имитация на наблюдаваните движения на друг. Дори се смята за тик. Това е поведенческа характеристика на някои хора с аутизъм, синдром на Турет, Синдром на Гансер, шизофрения (особено на кататонната шизофрения), някои форми на клинична депресия и някои други неврологични разстройства.
Етимология: от гръцки "echo (повторение)" и "praxia (действие)".